# Csaló csajok
A Csaló csajok (eredeti cím: The Hustle) 2019-es amerikai filmvígjáték, melyet Chris Addison rendezett és Jac Schaeffer írt. A főszereplők Rebel Wilson, Anne Hathaway, Alex Sharp, Dean Norris és Emma Davies.
Az Amerikai Egyesült Államokban 2019. május 10-én mutatták be, míg Magyarországon  szinkronizálva, május 9-én a Fórum Hungary forgalmazásában. A film hivatalos előzetesét Twitteren adták ki 2019. február 12-én. Ez a film az 1988-ban bemutatott A Riviéra vadorzói című film női remakeje, amely maga az 1964-es  Bedtime Story film remake-je.

## Rövid történet
Két fiatal nő  férfiaktól nagyobb összegeket csal ki.

## Szereplők
| Szerep    | Színész            | Magyar hang            |
| --------- | ------------------ | ---------------------- |
| Penny     | Rebel Wilson       | Kokas Piroska          |
| Josephine | Anne Hathaway      | Bogdányi Titanilla     |
| Thomas    | Alex Sharp         | Timon Barna            |
| Brigitte  | Ingrid Oliver      | Bognár Gyöngyvér       |
| Portnoy   | Tim Blake Nelson   |                        |
| Cathy     | Emma Davies        | Szórádi Erika          |
| Howard    | Dean Norris        | Barbinek Péter         |
| Mathias   | Casper Christensen | Hirtling István        |
| Jeremy    | Timothy Simons     | Horváth-Töreki Gergely |
| Shiraz    | Hannah Waddingham  | Spilák Klára           |

## Filmkészítés
2016 augusztusában bejelentették, hogy a Metro-Goldwyn-Mayer nők főszereplésével remaket készít, az 1988-as  A Riviéra vadorzói filmről, amely viszont a Bedtime Story (1964) remake volt. A projekt Roger Birnbaum és Wilson csatlakozási produkciója, amelyek a Pin High Productions és a Camp Sugar Productions stúdiói révén készül el. Jac Schaeffer a forgatókönyvíró.